# Благоя Петров
Благоя Петров - Карагюле (на македонска литературна норма: Благоја Петров - Караѓуле) е оперен певец, баритон, и интерпретатор на народни песни от Народна република Македония.

## Биография
Роден е в 1924 година в Битоля, Кралството на сърби, хървати и словенци. Завършва основно и средно музикално образование в родния си град. От 1949 година до смъртта си в 1963 година играе 14 сезона в операта на Македонския народен театър. Пее в повече от 20 главни роли, като сред най-добрите му са Миха („Продадена невеста“), Доктор Малатеста („Дон Паскуале“), Ескамилио („Кармен“), Фигаро („Севилският бръснар“), Папагено („Вълшебната флейта“), Ренато („Бал с маски“), Жорж Жермон („Травиата“), Родриго („Дон Карлос“), Шонар и Марсел („Бохеми“). Петров е и интерпретатор на народни песни, особено в чужбина.
Загива на 26 юли 1963 година при Скопското земетресение.